# Usje
Usje (en macédonien Усје) est un village situé à Kisela Voda, l'une des dix communes spéciales qui constituent la ville de Skopje, capitale de la Macédoine du Nord. Le village comptait 845 habitants en 2002. Il se trouve au sud de l'agglomération de Skopje, sur la route de Sopište et sur les contreforts du mont Vodno. Il possède notamment une cimenterie.

## Démographie
Lors du recensement de 2002, le village comptait :
- Macédoniens : 830
- Valaques : 7
- Serbes : 6
- Turcs : 1
- Autres : 1